# Vescomtat de Gourin
Gourin fou una jurisdicció feudal de Bretanya, al modern departament d'Ar Mor-Bihan, amb centre a la comuna de Gourin i que incloïa les parròquies de Gourin, Guiscriff, Langonnet, Le Faouët i Leuhan i els llocs de Roudouallec, Le Saint, Lanvénégen i La Trinité.
A la segona meitat del segle xi s'esmenta un vescomte de nom Cadoret qui es va revoltar vers 1075 contra el duc Hoel de Cornualla. Després apareix el vescomte Tanguy I que s'esmenta en una donació a l'abadia de Santa Creu de Qimperlé datada l'1 d'agost de 1088; el 1099 va marxar a la Croada amb el seu duc Alain IV Fergent; estava casat amb Hodierna de la que va tenir almenys un fill, Bernat, que el va succeir vers 1099. No se sap quan va morir però va tenir dos fill als quals es dona el títol vescomtal en donacions: Rivalló que apareix en una carta datada entre 1163 i 1186, i que estava casat amb Guielder amb la que va tenir dos fills (Rivalló i Adelícia); i Tanguy II casat amb Azenor i que va tenir dos fills (Bernat i Enric).
El vescomtat va passar al domini ducal el 1265.